# Колбунов, Владимир Акимович
Влади́мир Аки́мович Колбуно́в (27 июля 1911 — 6 октября 1998) — старший сержант Рабоче-крестьянской Красной Армии, участник Великой Отечественной войны, Герой Советского Союза (1944).

## Биография
Родился 27 июля 1911 года в переселенческом посёлке Ростовцевском Карасукской волости Тюкалинского уезда Тобольской губернии. Получил неполное среднее образование, после чего работал сначала в колхозе, затем шахтёром в Якутской АССР.
В июле 1941 года был призван на службу в РККА. С 1942 года — на фронтах Великой Отечественной войны. Принимал участие в Курской битве. К октябрю 1943 года сержант, командир отделения взвода пешей разведки 467-го стрелкового полка 81-й стрелковой дивизии 61-й армии Центрального фронта.
Отличился во время битвы за Днепр. В ночь на 1 октября 1943 года, находясь в составе ударной группы, переправился через Днепр в районе деревни Глушец Лоевского района Гомельской области Белорусской ССР и принял активное участие в боях за захват и удержание плацдарма на его западном берегу. Группа приняла основной удар на себя, пока в 600 метрах переправлялись основные силы. Отразил с товарищами 6 вражеских контратак, уничтожив более 60 солдат и офицеров противника, 9 из которых уничтожил лично.
Указом Президиума Верховного Совета СССР «О присвоении звания Героя Советского Союза генералам, офицерскому, сержантскому и рядовому составу Красной Армии» от 15 января 1944 года за «образцовое выполнение боевых заданий командования по форсированию реки Днепр и проявленные при этом мужество и героизм» сержант Владимир Колбунов был удостоен высокого звания Героя Советского Союза с вручением ордена Ленина и медали «Золотая Звезда» за номером 1668.
Участвовал в Параде Победы.
После окончания войны в звании старшего сержанта был демобилизован. Проживал сначала в Якутске, где работал шахтёром, затем в Мирном, где работал экскаваторщиком в карьере трубки «Мир». Активно занимался общественной деятельностью.
Умер 6 октября 1998 года.

## Награды и звания
- Медаль «Золотая Звезда» Героя Советского Союза (15.01.1944)[3][4];
- орден Ленина (15.01.1944);
- два ордена Красного Знамени;
- орден Отечественной войны 1-й степени (06.04.1985)[6];
- медаль «За отвагу» (23.08.1942[7]; 13.09.1943[8]);
- медали;
- Почётный гражданин Мирного;
- Заслуженный работник народного хозяйства Якутской АССР;
- Почётный горняк СССР.

## Память
В честь Колбунова назван крупный алмаз весом 76,15 карата.